# Bóng bàn tại Đại hội Thể thao Đông Nam Á 2011
Bóng bàn tại Đại hội Thể thao Đông Nam Á năm 2011 diễn ra từ ngày 13 đến 16 tháng 11 năm 2011 tại Nhà thi đấu Soemantri Brodjonegoro, Jakarta, Indonesia. Chương trình thi đấu bao gồm năm nội dung: đơn nam, đơn nữ, đôi nam, đôi nữ và đôi nam nữ. Singapore tiếp tục khẳng định vị thế hàng đầu trong khu vực khi giành trọn 5 tấm huy chương vàng của môn bóng bàn.

## Bảng huy chương
| Hạng               | Đoàn               | Vàng | Bạc | Đồng | Tổng số |
| ------------------ | ------------------ | ---- | --- | ---- | ------- |
| 1                  | Singapore (SIN)    | 5    | 4   | 0    | 9       |
| 2                  | Thái Lan (THA)     | 0    | 1   | 2    | 3       |
| 3                  | Việt Nam (VIE)     | 0    | 0   | 4    | 4       |
| 4                  | Indonesia (INA)    | 0    | 0   | 3    | 3       |
| 5                  | Philippines (PHI)  | 0    | 0   | 1    | 1       |
| Tổng số (5 đơn vị) | Tổng số (5 đơn vị) | 5    | 5   | 10   | 20      |

## Tóm tắt kết quả
| Nội dung   | Vàng                                  | Bạc                                                | Đồng                                                 |
| ---------- | ------------------------------------- | -------------------------------------------------- | ---------------------------------------------------- |
| Đơn nam    | Gao Ning · Singapore                  | Yang Zi · Singapore                                | Ficky Supit Santoso · Indonesia                      |
| Đơn nam    | Gao Ning · Singapore                  | Yang Zi · Singapore                                | Trần Tuấn Quỳnh · Việt Nam                           |
| Đơn nữ     | Feng Tianwei · Singapore              | Isabelle Li · Singapore                            | Mai Hoàng Mỹ Trang · Việt Nam                        |
| Đơn nữ     | Feng Tianwei · Singapore              | Isabelle Li · Singapore                            | Christine Ferliana · Indonesia                       |
|            |                                       |                                                    |                                                      |
| Đôi nam    | Singapore · Ma Liang · Pang Xue Jie   | Singapore · Gao Ning · Yang Zi                     | Philippines · Richard Gonzales · Rodel Valle         |
| Đôi nam    | Singapore · Ma Liang · Pang Xue Jie   | Singapore · Gao Ning · Yang Zi                     | Thái Lan · Chaisit Chaitat · Nikom Wongsiri          |
| Đôi nữ     | Singapore · Feng Tianwei · Sun Beibei | Thái Lan · Nanthana Komwong · Anisara Muangsuk     | Việt Nam · Mai Hoàng Mỹ Trang · Nguyễn Thị Việt Linh |
| Đôi nữ     | Singapore · Feng Tianwei · Sun Beibei | Indonesia · Christine Ferliana · Fauziah Yuliyanti |                                                      |
| Đôi nam nữ | Singapore · Yang Zi · Sun Beibei      | Singapore · Gao Ning · Feng Tianwei                | Việt Nam · Đinh Quang Linh · Mai Hoàng Mỹ Trang      |
| Đôi nam nữ | Singapore · Yang Zi · Sun Beibei      | Singapore · Gao Ning · Feng Tianwei                | Thái Lan · Chaisit Chaitat · Nanthana Komwong        |